# Пятый театр (Омск)
Омский государственный драматический «Пятый театр» — один из ведущих государственных театров города Омска. Основное отличие от других театров — в смелых творческих экспериментах, постановках, рассчитанных на прогрессивного зрителя. Творческий костяк театра составили бывшие актёры Омского ТЮЗа, ушедшие за режиссёром Сергеем Рудзинским в свободный путь. Первое время театр не имел собственной площадки, работая на сценах Дома актёра и других театров. Впоследствии «Пятый театр» занял помещение бывшего ДК «Юбилейный», в котором находится до сих пор.

## История[1][2]
В 1990 году режиссёр Омского театра юных зрителей Сергей Рудзинский решает уйти из ТЮЗа и организовать собственную труппу. Идею поддерживают ведущие актёры Татьяна Казакова, Владимир Остапов, Людмила Ковальчук и др. Вместе они создают «Пятый театр» (в Омске на тот момент существовало 4 государственных театра).
Первоначально в театре было всего 9 актёров. Базовой площадкой служил Дом актёра им. Н. Чонишвили по ул. Ленина. Часть костюмов и декораций приходилось выполнять своими руками.
Театр задумывался как студия, экспериментальная площадка для творческих поисков и новых решений. Первые спектакли ставились по пьесам молодых драматургов и произведениям, не имеющим широкой сценической истории. Каждая постановка стала ярким самовыражением режиссёра.
Первый спектакль театра, «Мириам» по пьесе О. Юрьева, состоялся в августе 1991 года. Он входит в основной репертуар до сих пор. Творческий эксперимент — «Трёхгрошовая опера» — стал блестящей находкой, завоевавшей расположение зрителей и критиков. Для участия в постановке режиссёр специально пригласил ведущего омского певца и композитора, бывшего солиста группы «Мамочка» Алексея Гализдру.
В апреле 1993 года «Пятый театр» принимает участие в III Международном фестивале «Балтийский дом. Тысяча лиц театра» (Санкт-Петербург). В декабре 1993 года спектакль «Похвала глупости» (сценическая версия трактата Э. Роттердамского) удостоен звания лауреата Фестиваля малых форм городов Сибири в Новокузнецке.
Сергей Рудзинский не успел реализовать все свои художественные идеи. Он умер от сердечного приступа в 1994 году. На общем совете труппа театра приняла решение продолжить дело своего творческого лидера. «Пятый театр» продолжает показывать спектакли, принимая участие в различных фестивалях и форумах. Вскоре театр получает статус областного государственного.
В октябре 1994 года театр принимает участие в фестивале «Русская комедия: от Фонвизина до наших дней» в Ростове-на-Дону. Спектакль «Фиктивный брак» был награждён призом за режиссуру и дипломами за исполнение главных ролей.
В октябре 1995 года «Пятый театр» принял участие в фестивале города Юда (Япония) со спектаклем «Етэко — невеста обезьяны».
Были установлены тесные дружеские связи с японскими коллегами, и в октябре 1996 года на базе театра в Омске был проведён Фестиваль культуры и искусства Японии. В этом же году со спектаклем «Васса Железнова» театр принимает участие в Днях омской культуры в Москве.
В 1997 году режиссёр Андрей Любимов ставит спектакль «Три визита доктора Астрова» по пьесе А. Чехова «Дядя Ваня». С этой постановкой «Пятый театр» приглашают на фестиваль «Театр без границ» в Магнитогорск. Вскоре Любимов реализует ещё несколько проектов и остаётся в труппе на должности главного режиссёра. К сожалению, в качестве главного он работает в театре недолго, и уже скоро «Пятый театр» на несколько лет остаётся без главного режиссёра, хотя А. Любимов продолжает с ним тесное сотрудничество.
По итогам сезона ведущая актриса театра Лариса Гольштейн награждена премией им. Т. Ожеговой.
Совместно с группой актёров из Московского театра «АпАРТе» по роману Ф. Достоевского «Братья Карамазовы» А. Любимов ставит спектакль «Иван и чёрт», который с успехом показывает в Париже.
В октябре 1998 года «Пятый театр» принимает участие в программе Недели омской культуры в Германии.
К 200-летию А. Пушкина в течение двух лет готовится ряд премьерных спектаклей для разных возрастов зрителей. Проект «Пушкиниана» высоко оценён критиками и зрителями. В частности, спектакль «Повести Белкина» стал лауреатом VI Всероссийского Пушкинского театрального фестиваля в 1999 году. Летом 1999 года спектакли проекта «Пушкиниана» были показаны в Берлине и Брюсселе на юбилейных празднованиях, организованных Российским домом науки и культуры.
В марте 2000 года спектакль «Старосветская история» стал номинантом театральной премии «Золотая Маска».
В апреле 2001 года был организован первый российско-грузинский проект — спектакль «Кавказский меловой круг».
В 2001 году «Пятый театр» был назван «Театром года» по итогам конкурса «Окно в Россию», учреждённого газетой «Культура», войдя в пятёрку лучших провинциальных театров страны.
С октября 2002 года «Пятый театр» стал инициатором и организатором проведения ежегодного Международного фестиваля Молодые театры России. Это был проект, положивший начало фестивальному движению в регионе. Директор театра, Александра Юркова, удостаивается премии губернатора Омской области «За заслуги в развитии культуры и искусства».
В рамках международных проектов летом 2004 года Финский театрально-информационный центр при поддержке Европейского союза проводит в театре летнюю театральную школу «Методы современного европейского театра». Партнёры проекта: Центр Мейерхольда (Москва), Союз театральных деятелей Российской Федерации и др.
В августе 2004 года В. Смехов ставит в театре спектакль «Красавец-мужчина» (подробнее в статье Корнеева И. «Красавца-мужчину» занесло в Омск // Российская газета : газета. — 11.10.2004.).
В ноябре 2004 года театр принимает участие в фестивале Sib-Altera в Новосибирске с театральной фантазией по мотивам произведений Д. Хармса «Пейте уксус, господа!».
Благодаря устойчивым связям с Санкт-Петербургским сообществом после фестиваля Балтийский дом, театр тесно сотрудничает со многими режиссёрами из других городов России и зарубежья. В 2005 году Анатолий Праудин ставит здесь спектакль «Чудаки» по пьесе М. Горького. Постановка принимает участие в нескольких фестивалях и даже номинируется на «Золотую маску».
Длительное время театр существует без главного режиссёра. 29 декабря 2006 года на эту должность приглашается Линас Зайкаускас. Поскольку режиссёр являлся гражданином Прибалтики, возникли сложности с оформлением документов, и Зайкаускас не успел поставить ни одного спектакля. Уже через полгода пребывания в Омске он был депортирован на родину.
В 2008 году состоялась премьера постановки австрийского режиссёра Петра Шальши по пьесе Петера Туррини «Альпийское сияние». По признанию актёров театра, драматургия оказалась философски сложной и многогранной. Были сомнения в том, что омский зритель готов к подобным постановкам, но публика оценила спектакль по достоинству.
В апреле 2009 года на базе театра состоялся фестиваль «Играем Гоголя!». В этом же месяце «Пятый театр» принимает участие в IV Международном театральном фестивале «М@rt.контакт» в Могилёве. Омская постановка «От красной крысы до зелёной звезды» названа лучшей режиссёрской работой.

## Фестивали
С 2021 г. «Пятый театр» проводит всероссийский театральный фестиваль «лиТЕрАТуРа».

## Режиссёры[2]
«Пятый театр», служивший длительное время открытой площадкой для режиссёров разных школ и направлений, обрел, наконец, художественного руководителя. 30 апреля 2014 г. на сборе труппы директор театра Александра Юркова представила актёрам нового (старого) главного режиссёра Олега Матвеева, который уже служил главным режиссёром театра в 1993-1995 гг.

### Сергей Рудзинский
Основатель «Пятого театра». Первый художественный руководитель театра, работавший с 1990 года по 1994 год.
В «Пятом театре» поставил спектакли:
- Главная тайна кота Макмурра (С. Белов) — 1991
- Мириам (О. Юрьев) — 1991
- Bona Fide — Всерьёз без дураков (Б. Кифф) — 1991
- Жорж Данден, или Одураченный муж (Ж.-Б. Мольер) — 1992
- Похвала глупости (Э. Роттердамский) — 1993
- Фиктивный брак (В. Войнович) — 1994

### Олег Матвеев
Главный режиссёр театра с 1993 по 1995 гг. Окончил в 1987 году ГИТИС (мастерская А. Эфроса и А. Васильева). Преддипломную практику проходил в Александринском театре. Работал главным режиссёром Хабаровского краевого театра драмы, режиссёром-постановщиком МХАТ им. А. П. Чехова и театра им Маяковского. Сотрудничал с театрами Японии и США, вел мастер-классы по системе Станиславского и современной режиссуре. В Сорбонне читал курс лекций «Русская театральная классика и современность». Был мастером курса в Ярославском государственном театральном институте.
В копилке мастера более 30 театральных проектов, в числе которых «Русская театральная деревня», "День Европы в саду «Эрмитаж», «Международный клуб драматургов».
В «Пятом театре» поставил спектакли:
- Н. Островского «Светит да не греет»
- М. Горького «Васса Железнова»
- Т. Уильямса «Прекрасное воскресенье на острове Крев-Кер».

### Пётр Кротенко
Главный режиссёр театра с 1995 года по 1998 год. Работал в драматических театрах России и Ближнего зарубежья. Был сценаристом программ «На здоровье» и «Что хочет женщина», режиссёром-постановщиком на канале «Культура». Снял сериалы «Грехи отцов», «Рыжая», «Бедная Настя».
В «Пятом театре» поставил спектакли:
- Кто сделал ребёнка моей дочери? (К. Манье) — 1996
- Малыш и Карлсон (А. Линдгрен) — 1996
- Кот в сапогах (С. Прокофьева, Г. Сапгир) — 1997

### Андрей Любимов
Главный режиссёр «Пятого театра» с 21 июля 1999 года по 2003 год. Окончил актёрский и режиссёрский факультеты ГИТИСа. Работал в театре на Красной Пресне, ставил спектакли в Париже, Берлине, Барселоне, Амстердаме. В настоящее время — художественный руководитель Московского драматического театра «АпАRTе»
В «Пятом театре» поставил спектакли:
- Хозяйка гостиницы (К. Гольдони) — 1996
- Три визита доктора Астрова (А. Чехов) — 1997
- Повести Белкина (А. Пушкин) — 1997
- Иван и Чёрт (Ф. Достоевский, А. Бородыня) — 1998
- И всё-таки о любви (А. Арбузов) — 1999
- Что в имени тебе моём?.. — 1999
- Носороги (Э. Ионеско) — 2001
- Хочу жениться (Ю. Ким, Л. Эйдлин) — (2002)
- Ох, уж эти волки (по сказке «Красная Шапочка» Ш. Перро) — 2002
- Брак по принуждению (Ж.-Б. Мольер) — 2003
- Недоросль (Д. Фонвизин) — 2006
- Хроники забытого острова (Г. Егоркин) — 2006
- Французские страсти на подмосковной даче (Л. Разумовская) — 2007
- Всё, что я знаю о мужчинах и женщинах (Н. Птушкина) — 2008

### Сергей Цветков
Московский режиссёр, работавший в «Пятом театре» в конце 1990-х годов. Окончил актёрское отделение ГИТИСа. В прошлом — артист и балетмейстер Московского театра пластической драмы им. А. Пушкина. Принимал участие в постановках Новогоднего шоу в Кремле (Москва, 1994 год), «Мир и война» (Москва, Хабаровск, 1995 год), «Весна священная. Москва на все времена» (Москва, 1997). Лауреат международных фестивалей.
В «Пятом театре» поставил спектакли:
- Отравленная туника (Н. Гумилёв) — 1998
- Гаупабакоа — остров любви (А. Копит) — 1999

### Марина Глуховская
Сотрудничает с «Пятым театром» много лет. Ученица Петра Фоменко, М. Глуховская поставила около двадцати спектаклей в разных театрах России. Спектакль «Старосветская история» выдвигался на премию «Золотая маска». В 2005 году была режиссёром телесериала «Адъютанты любви».
В «Пятом театре» поставила спектакли:
- Старосветская история (Н. Гоголь) — 1999
- Демон (М. Лермонтов) — 2000
- Человек из ресторана (И. Шмелёв) — 2000
- Фердинанд VIII (Н. Гоголь) — 2002

### Сергей Грязнов
Актёр «Пятого театра», окончивший режиссёрский факультет Екатеринбургского театрального института. До «Пятого театра» работал в театрах Усть-Каменогорска, Тюмени, Екатеринбурга. В труппе «Пятого театра» с 1998 года. С 1999 года в театре работала его жена Ольга Грязнова.
В «Пятом театре» поставил спектакли:
- Емелино счастье (В. Новацкий, Р. Сеф) — 1999
- Не хочу быть собакой (С. Белов, С. Куваев) — 2001
- Золотой цыплёнок (В. Орлов) — 2001
- Тёмная история (П. Шеффер) — 2001
- Сказочный балаганчик (В. Лифшиц) — 2004
- Весёлый светофор — 2007

### Автандил Варсимашвили
Генеральный директор Тбилисского театрального центра, режиссёр театра и кино. Поставил более двадцати спектаклей в Грузии и за рубежом. Режиссёр художественного фильма «Кроткая» (совместный проект Италии и Грузии), телевизионного фильма «Дом в старом квартале».
В «Пятом театре» поставил спектакли:
- Кавказский меловой круг (Б. Брехт) — 2001
- Что с того что мокрая, мокрая сирень (Л. Табукашвили) — 2003
- Кроткая (Ф. Достоевский) — 2006

### Анатолий Праудин
Режиссёр из легендарной театральной династии Праудиных (дед, заслуженный артист Чувашской АССР, заслуженный деятель искусств Латвии, был основателем Рижского ТЮЗа, бабушка — заслуженная артистка Латвии, мать и отец — народные артисты Латвии, отец — бывший директор Рижского русского театра драмы). Работал в театрах Владимира, Екатеринбурга, Риги, Одессы и др. Лауреат многочисленных международных фестивалей. С июня 1998 года руководит «Экспериментальной сценой» под крышей театра «Балтийский дом». Поставленный им спектакль «Чудаки» номинировался на «Золотую маску».
В «Пятом театре» поставил спектакли:
- Женитьба (Н. Гоголь) — 2002
- Чудаки (М. Горький) — 2004
- Зойкина квартира (М. Булгаков) — 2012

### Борис Цейтлин
Ведущий российский театральный режиссёр. Окончил кафедру драматического искусства ЛГИТМиК. Поставил более пятидесяти спектаклей в театрах Самары, Вологды, Санкт-Петербурга, Екатеринбурга, Орла, Брянска. В 1995 году его спектакль «Буря» был удостоен «Золотой маски». В 2001 году спектакль «Ангел приходит в Вавилон» номинировался на «Золотую маску», а спектакль «И вновь цветёт акация…» стал лауреатом данной премии.
В «Пятом театре» поставил спектакли:
- Очень простая история (М. Ладо) — 2003
- Завтра была война (Б. Васильев) — 2005
- Разведённые мосты (Т. Москвина) — 2007

## Зрители театра
Общая вместимость зрительного зала 300 человек. Средняя наполняемость более 80%.[когда?]

За годы своего существования театр сумел воспитать своего зрителя. Это отмечают многочисленные гости фестиваля «Молодые театры России», который ежегодно проходит на базе «Пятого театра». Большую часть лояльной аудитории на 2007 год составляла молодёжь в возрасте 17-35 лет.

## Труппа театра
Актёры, покинувшие театр, снимаются в кино и работают в других городах России (Москва, Санкт-Петербург и др.). Так, Ксения Пономарёва снялась в сериалах «След», «Светлана», в эпизодах фильма «Адмиралъ». Анастасия Шевелёва снималась в фильмах «Полумгла» и «Бумажный солдат».

## Интересные факты
- Периодически в «Пятом театре» проводятся ночные показы для зрителей, «которые не могут уснуть». Спектакли и шоу-постановки длятся с 23.00 до 01.00[21].

### Пресса о театре
- Сатонкина С. Жизнь — театр, где все мы актёры // Четверг : газета. — Омск, 16.12.2004. — № 51. — С. 19.
- Кудрявская А. Живущая по солнцу // Бизнес-курс : газета. — Омск, 14.09.2004. — № 33. — С. 73—76. — о директоре «Пятого театра» А. Юрковой
- Премьеры в «Пятом театре» // Омский вестник : газета. — Омск, 8.09.2004. — С. 9.
- Басманова А. Свет издалека… // Омская правда : газета. — Омск, 5.04.2004. — С. 4.
- Минаева Т. Самый первый и самый главный // Аргументы и факты (Омск) : газета. — март 2004. — № 12. — С. 19.
- Дёмина Е. Театр, который построил Сергей // Четверг : газета. — Омск, 26.02.2004. — № 9. — С. 5.
- Першина Л. Сергей Рудзинский: 10 лет спустя // Новое обозрение : газета. — Омск, 18—24 февраля 2004. — № 6. — С. 5.
- Яркие имена «Пятого театра» // Третья столица. — Омск, 16.08.2007. — № 53. — С. 1.
- Шипилова Т. Театр — это маленькое государство // Омская правда. — Омск, 15.08.2007. — С. 1.
- Першина Л. Нам интересно сверять свой шаг со временем // Новое обозрение : газета. — Омск, 2—8 мая 2007. — № 17. — С. 9—10.